# Црква Преображења Господњег у Љуптену
Црква Преображења Господњег у Љуптену, насељеном месту на територији општине Алексинац, припада Епархији нишкој Српске православне цркве.
Црква посвећена Преображењу Господњем је освећен 1996. године.